# Walter Wrigge
Walter Wrigge (* 30. März 1946 in Osorno, Chile; † 6. August 2023) war ein deutscher Sportschütze im Wurfscheibenschießen in der Disziplin Skeet.

## Leben und Karriere
Wrigge war Teilnehmer der Olympischen Spiele 1972 in München und nahm am Skeet-Wettkampf teil, er belegte Platz 22 mit 190 von 200 geworfenen Wurfscheiben.
Bei Deutschen Meisterschaften wurde Walter Wrigge zwischen 1969 und 1979 insgesamt siebenmal Deutscher Meister, einmal Vize-Meister und bekam zweimal die Bronzemedaille.